# Lumpacivagabundus (film 1936)
Lumpacivagabundus è un film del 1936 diretto da Géza von Bolváry.

## Trama
In cielo, Lumpaci, lo spirito maligno, per vincere una scommessa deve portare alla perdizione un'anima. Tre sono gli uomini scelti, lavoranti a giornata che, dopo un anno, si ritrovano per scoprire com'è andata a finire.

## Produzione
Il film fu prodotto dalla Hade-Film e Styria-Film.

## Distribuzione
Distribuito dalla Kiba Kinobetriebsanstalt, il film fu presentato a Vienna il 23 dicembre 1936.